# 平阪佳久
平阪 佳久（ウインズ 平阪）（ひらさか よしひさ〈ウインズ ひらさか〉）、1958年11月29日 - ）は、日本の歌手、作曲家、音楽プロデューサー。
ウインズ平阪の元メンバー。及び元リーダー。

## プロデュース作品
- 坂本冬美/明日へと
- 優月/今振り返れば　(※ウインズ平阪のアルバム「還暦」でもリリース)

### レコーディング
- 山根康広/Get Along Together

## 人物
本人曰く、好きな食べ物はお好み焼きと餃子。
趣味は温泉旅行と楽曲制作。
長所は人とのつながりを大切にする。
短所は故郷に対する想いを熱く語ってしまうこと。
好きな色は赤とオレンジ。

## レギュラー番組
2021年5月現在
- ウインズ平阪の情熱サンデー（FM OSAKA 毎週日曜8:00-8:30）
- ウインズ平阪の紀州和歌山へ!（和歌山放送 毎週土曜9:00-12:00）
- ウインズ平阪の屁理屈大王(FMはしもと毎週水曜　13:00-15:00　再放送：毎週日曜　15:00-17:00)

過去のレギュラー番組
- パノラマ大放送 （朝日放送、1989年）
- ラジオで元気 （和歌山放送、1993年 - 1994年）
- 紀南まるごとTV （テレビ和歌山 毎週金曜19時-19時30分・(再)土曜8時30分-9時、2000年 - 2006年）
- ウインズのナイトブレイク （Kiss FM KOBE、2001年 - 2002年）
- 木と生きる （テレビ和歌山、2004年 - 2005年）
- ラジオの達人 （毎日放送）
  - 毎週月曜深夜・増井孝子の朝までいっしょ コーナー出演「ウインズのいこラジオ」深夜2:30〜（2007年 - 2008年）
- ABCフレッシュアップJAM （朝日放送）
  - 毎週日曜日 コーナー出演「ウインズの 応援します！どこまでも」15:05〜（2007年 - 2008年）
- キッスイン・ザ・ウインズ 隔週土曜日 （Kiss FM KOBE、2008年）
- @あっと!テレわか 毎週金曜日18時～19時30分 （テレビ和歌山、2007年 - 2009年）
- ウインズの気分上々 （FM OSAKA 毎週日曜8:00-8:55、2008年 - 2011年）
- @あっと!テレわかNEWSスタイル 毎週木曜18:00-18:55 （テレビ和歌山、2009年 - 2011年）
- ウインズの NEVER GIVE UP （エフエム和歌山 毎週金曜日19時-20時、2008年 - 2014年）
- ウインズの情熱サンデー （FM OSAKA 毎週日曜8:00-8:30、2011年 - 2015年）
- ウインズ平阪のYAPPA公開生放送 （エフエム和歌山 毎週金曜14:00-15:00、2009年 - 2015年）
- ウインズ平阪のきょうも全力投球!! （和歌山放送 毎週土曜8:20-13:00）
- ほんまもん!原田年晴です （ラジオ大阪 毎週月-木曜12:00-15:00）
- ニュース&情報 5チャンDO! （テレビ和歌山　月・木曜日 18:00-18:56　火・水曜日 18:00-18:57　金曜日 18:00〜18:55）

## 来歴
1975年、危機一髪として活動を開始。
1986年、一発逆転としてデビュー。デビュー曲は「キンキのおまけ」。
1989年、バンド名を「WINDS」に改名。
1993年、バックバンドをしていた山根康広のレコーディングやLIVEが忙しくなり、
「WINDS」を解散、2人組の「ウインズ」として再始動。
2008年、「ウインズ」として和歌山県文化奨励賞を受賞。J-POPアーティストとしては初。
2016年、ウインズFINAL LIVEを以ってウインズ活動休止。バンド「ウインズ平阪」を結成。
2018年11月、ウインズ平阪として橋本市文化奨励賞を受賞。